# Sonia Bruno
Sonia Bruno (María Antonia Oyamburu Bruno, Barcelona, 31 de julio de 1945) es una actriz española.

## Biografía
Tras haber realizado pequeñas intervenciones en televisión, debuta en cine en 1961 con la película Los atracadores (1961), de Francisco Rovira Beleta.
Con un look prototípico de la década de los sesenta en que desarrolló toda su carrera (pelo corto y flequillo, eterna minifalda).
Trabajó a las órdenes, entre otros de Manuel Summers, Luis García Berlanga, Pedro Lazaga, Antonio Eceiza y Mariano Ozores. Algunos de los títulos más destacados en los que intervino incluyen Crimen (1964), El próximo otoño (1967), La boutique (1967), ¿Quiere casarse conmigo? (1967), Novios 68 (1967), No desearás la mujer de tu prójimo (1968), La chica de los anuncios (1968), El marino de los puños de oro (1968), Las secretarias (1969), Turistas y bribones (1969) y El taxi de los conflictos (1969).
Apenas probó suerte en otros medios artísticos aparte del cine. En teatro protagonizó El mantel, con la compañía de Mary Carrillo y en televisión intervino en la serie Tiempo y hora (1966-1967), de Jaime de Armiñán, junto a Antonio Ferrandis y Amparo Baró.
Se retiró de la vida pública en 1969 al contraer matrimonio con el futbolista del Real Madrid José Martínez, "Pirri".

## Filmografía
| Año  | Título                             | Personaje                     | Dirección                                   |
| ---- | ---------------------------------- | ----------------------------- | ------------------------------------------- |
| 1961 | Los atracadores                    | Chica de la Fabrica           | Francisco Rovira Beleta                     |
| 1962 | La ruta de los narcóticos          | Gisela                        | Josep Maria Forn                            |
| 1963 | Un demonio con ángel               | Luisa                         | Miguel Lluch                                |
| 1963 | Escuadrilla de vuelo               |                               | Lluís Josep Comerón                         |
| 1964 | Crimen                             | Inés                          | Miguel Lluch                                |
| 1964 | La boda era a las doce             | Compañera de trabajo de Elisa | Julio Salvador                              |
| 1964 | Carta a nadie                      |                               | Manuel Cano                                 |
| 1965 | Misión especial en Caracas         | Laura                         | Raoul André                                 |
| 1965 | El juego de la oca                 | Ángela Núñez de la Fuente     | Manuel Summers                              |
| 1967 | ¿Quiere casarse conmigo?           | Elena                         | Enrique Carreras                            |
| 1967 | Oscuros sueños de agosto           | Ana                           | Miguel Picazo                               |
| 1967 | Novios 68                          | Gela                          | Pedro Lazaga                                |
| 1967 | Mañana será otro día               | María Luisa Coronado "Lisa"   | Jaime Camino                                |
| 1967 | La boutique (Las pirañas)          | Carmen                        | Luis García Berlanga                        |
| 1967 | El próximo otoño                   | Monique                       | Antonio Eceiza                              |
| 1968 | Verde doncella                     | Laura                         | Rafael Gil                                  |
| 1968 | Un día es un día                   | Jannette                      | Francisco Prósper                           |
| 1968 | Sharon vestida de rojo             | Katty Howard                  | Germán Lorente                              |
| 1968 | No desearás la mujer de tu prójimo | Mónica                        | Pedro Lazaga                                |
| 1968 | Las secretarias                    | Julia                         | Pedro Lazaga                                |
| 1968 | La chica de los anuncios           | Yola                          | Pedro Lazaga                                |
| 1968 | El marino de los puños de oro      | Gina                          | Rafael Gil                                  |
| 1969 | Turistas y bribones                | Isabel                        | Fernando Merino                             |
| 1969 | Las nenas del mini-mini            | Estela                        | Germán Lorente                              |
| 1969 | Las amigas                         | Pochola Serrano               | Pedro Lazaga                                |
| 1969 | El taxi de los conflictos          | Una extranjera                | Mariano Ozores y José Luis Sáenz de Heredia |

## Premios
Medallas del Círculo de Escritores Cinematográficos
| Año  | Categoría    | Película                 | Resultado |
| ---- | ------------ | ------------------------ | --------- |
| 1965 | Mejor actriz | El juego de la oca       | Ganadora  |
| 1967 | Mejor actriz | Oscuros sueños de agosto | Ganadora  |

Fotogramas de Plata
| Año  | Categoría                        | Película                 | Resultado |
| ---- | -------------------------------- | ------------------------ | --------- |
| 1968 | Mejor intérprete de cine español | Oscuros sueños de agosto | Ganadora  |

- Premio del Sindicato Nacional del Espectáculo (1968) por La chica de los anuncios.